# Демиденко Василь Купріянович
Васи́ль Купрія́нович Демиде́нко (13 березня 1929, Ємільчине — 20 грудня 2004)  — педагог і психолог, 1984 — доктор психологічних наук, 1971 — член-кореспондент АПН СРСР, 1992 — АПН України, 1986 — професор.

## Короткий життєпис
Закінчив Житомирський педагогічний інститут, пройшов аспірантуру в Київському державному педагогічному інституті імені М. Горького.
Працював у Миколаївському державному педагогічному інституті — старший викладач, завідувач кафедри педагогіки та психології.
В 1957—1962 роках — завідувач кафедри педагогіки й психології, з 1962 по 1966-й — проректор Миколаївського педінституту, захистив кандидатську дисертацію.
Протягом 1966—1981 років — ректор, а з 1981 — завідувач кафедри Бердянського педінституту.
Його зусиллями 1992 року в Бердянському інституті відкрита аспірантура зі спеціальності «Педагогічна та вікова психологія».
Наукові зацікавлення:
- досліджував психологічні аспекти вивчення історії в школі,
- навчальні мотиви учнів,
- формування педагогічної майстерності у студентів педагогічних вузів.

Серед робіт:
- «Образ і слово в засвоєнні історичного матеріалу», 1966,
- «Психологічні основи засвоєння учнями історії», 1970,
- «Великий учитель — слово», 1993,
- «Деякі аспекти морального виховання», 1995,
- «Совість», 2000,
- «Роботі над словом — першочергову увагу», 2002,
- «Медичні та психофізичні аспекти сімейних відносин», 2004, у співавторстві.